# Carrarese Calcio 1908 2003-2004
Questa pagina raccoglie le informazioni riguardanti la Carrarese Calcio 1908 nelle competizioni ufficiali della stagione 2003-2004.

## Rosa
| N. |                   | Ruolo | Calciatore           |
| -- | ----------------- | ----- | -------------------- |
|    | Italia (bandiera) | C     | Simonluca Agazzone   |
|    | Italia (bandiera) | A     | Federico Battaglia   |
|    | Italia (bandiera) | C     | Fabio Bellotti       |
|    | Italia (bandiera) | D     | Matteo Bonatti       |
|    | Spagna (bandiera) | P     | Nicolás Bremec       |
|    | Italia (bandiera) | P     | Michele Castagnona   |
|    | Italia (bandiera) | D     | Gianpaolo Castorina  |
|    | Italia (bandiera) | D     | Domenico Citro       |
|    | Italia (bandiera) | C     | Andrea Consumi       |
|    | Italia (bandiera) | D     | Mirco Di Fiandra     |
|    | Italia (bandiera) | P     | Lorenzo Franceschini |
|    | Italia (bandiera) | C     | Paolo Fusco          |
|    | Italia (bandiera) | A     | Marco Ghizzani       |
|    | Italia (bandiera) | A     | Andrea Giulianini    |
|    | Italia (bandiera) | C     | Simon Laner          |
|    | Italia (bandiera) | C     | Vincenzo Langone     |

| N. |                      | Ruolo | Calciatore           |
| -- | -------------------- | ----- | -------------------- |
|    | Italia (bandiera)    | C     | Alessandro Lazzini   |
|    | Italia (bandiera)    | A     | Luca Magnani         |
|    | Italia (bandiera)    | D     | Davide Mandorlini    |
|    | Italia (bandiera)    | A     | Luca Mariotti        |
|    | Italia (bandiera)    | C     | Franco Micco         |
|    | Italia (bandiera)    | A     | Marco Nappi          |
|    | Italia (bandiera)    | C     | Giacomo Nincheri     |
|    | Italia (bandiera)    | A     | Antonio Papa         |
|    | Italia (bandiera)    | P     | Giampaolo Pinna      |
|    | Italia (bandiera)    | D     | Andrea Raggi         |
|    | Cile (bandiera)      | A     | Mauricio Sanguinetti |
|    | Italia (bandiera)    | D     | Marco Turati         |
|    | Italia (bandiera)    | D     | Luca Valsuani        |
|    | Australia (bandiera) | P     | Jess Vanstrattan     |
|    | Italia (bandiera)    | C     | Daniele Verdini      |
|    | Italia (bandiera)    | C     | Andrea Vita          |